# The Birds, The Bees & The Monkees
The Birds, The Bees & The Monkees — пятый студийный альбом американской поп-рок-группы The Monkees. Альбом вышел спустя несколько недель после выхода финальной серии второго сезона ситкома «The Monkees». Телеканал NBC отказался продлевать контракт с актёрами и музыкантами на съёмку третьего сезона, поэтому также это последний альбом, содержащий песни, исполняемые виртуальной группой The Monkees в этом телесериале.
Альбом получил противоречивые отзывы критиков. В AllMusic указали, что несмотря на хиты «Daydream Believer», «Valleri» и «Tapioca Tundra», материал получился достаточно слабым. Альбом получил высшую оценку в журнале Record Collector с упоминанием о том, что лонгплей ознаменовал конец золотой эпохи The Monkees. Это последний студийный альбом группы получивший платиновую сертификацию в США.

## Список композиций
| №  | Название                      | Автор(ы)                   | Вокал        | Длительность |
| -- | ----------------------------- | -------------------------- | ------------ | ------------ |
| 1. | «Dream World»                 | Дэви Джонс, Стив Питтс     | Дэви Джонс   | 3:22         |
| 2. | «Auntie's Municipal Court»    | Майкл Несмит, Кит Аллисон  | Микки Доленц | 4:05         |
| 3. | «We Were Made for Each Other» | Кэрол Байер, Джордж Фишофф | Дэви Джонс   | 2:25         |
| 4. | «Tapioca Tundra»              | Майкл Несмит               | Майкл Несмит | 3:08         |
| 5. | «Daydream Believer»           | Джон Стюарт                | Дэви Джонс   | 3:00         |
| 6. | «Writing Wrongs»              | Майкл Несмит               | Майкл Несмит | 5:08         |

| №   | Название                     | Автор(ы)                    | Вокал        | Длительность |
| --- | ---------------------------- | --------------------------- | ------------ | ------------ |
| 7.  | «I'll Be Back Up on My Feet» | Сенди Линзер, Дэнни Рэнделл | Микки Доленц | 2:26         |
| 8.  | «The Poster»                 | Дэви Джонс, Стив Питтс      | Дэви Джонс   | 2:21         |
| 9.  | «P.O. Box 9847»              | Томми Бойс, Бобби Харт      | Микки Доленц | 3:16         |
| 10. | «Magnolia Simms»             | Майкл Несмит                | Майкл Несмит | 3:48         |
| 11. | «Valleri»                    | Томми Бойс, Бобби Харт      | Дэви Джонс   | 2:15         |
| 12. | «Zor and Zam»                | Билл Чадвик, Джон Чадвик    | Микки Доленц | 2:10         |

## Позиции в чартах
| Страна         | Организация              | Позиция |
| -------------- | ------------------------ | ------- |
| Австралия      | ARIA Charts              | 5       |
| Германия       | GfK Entertainment Charts | 28      |
| Великобритания | Official Charts Company  | 7       |
| США            | Billboard                | 3       |
| Канада         | Canadian Hot 100         | 6       |
| Финляндия      | Suomen virallinen lista  | 8       |
| Япония         | Oricon                   | 1       |